# Biały Marsz (Kraków 1981)
Biały Marsz – przemarsz manifestacyjny, który odbył się dnia 17 maja 1981 w Krakowie, w związku z zamachem na ówczesnego papieża Jana Pawła II.

## Tło
13 maja 1981, na Placu Świętego Piotra w Watykanie, dokonany został przez Mehmeta Ali Ağcę zamach na ówczesnego papieża Jana Pawła II. 17 maja 1981 roku zorganizowany został w Krakowie tzw. „Biały Marsz”, czyli manifestacja zorganizowana z inicjatywy duszpasterstwa akademickiego „Beczka”, działającego przy Kościele Świętej Trójcy (przy ulicy Stolarskiej 12). Wydarzenie zostało określone jako marsz przeciw przemocy oraz wyraz łączności z ciężko rannym Karolem Wojtyłą.
Demonstracja została poparta przez liczne podmioty m.in.: Miasto Kraków, kościół rzymskokatolicki, Niezależny Samorządny Związek Zawodowy „Solidarność”, Niezależne Zrzeszenie Studentów, media oraz milicję, a także inne organizacje studenckie.
Po wydarzeniu „Biały Marsz” przez wiele lat był uważany za „jedyną autentycznie pokojową manifestację w Polsce”. W 1986 w budynku Kościoła Mariackiego odsłonięta została tabliczka na ścianie upamiętniającą demonstrację.

## Przebieg
Marsz rozpoczął się dnia 17 maja 1981 o godzinie 10 na Błoniach (w czasie, gdy miały się tam odbywać juwenalia). Następnie uczestnicy wydarzenia w milczeniu oraz bez transparentów przemaszerowali z Błoń, aleją Adama Mickiewicza, ulicą Karmelicką i ulicą Szewską na Rynek Główny. Kiedy uczestnicy dotarli na miejsce rozpoczęto bicie Dzwonem Zygmunt na Wawelu. O godzinie 12 kilkaset tysięcy osób uczestniczyło w mszy na Rynku Głównym odprawionej w intencji Jana Pawła II i umierającego wówczas w Warszawie, kardynała Stefana Wyszyńskiego, poprowadzonej przez duszpasterzy akademickich, pod przewodnictwem metropolity krakowskiego Franciszka Macharskiego, który wygłosił również homilię. Podczas manifestacji odczytano również list krakowskich studentów do papieża oraz wysłuchano transmitowanych przez radio słów Jana Pawła II, który przebywał wówczas w szpitalu, w Rzymie.